# Paplienen (Kirchspiel Schirwindt)
Paplienen, bis 1928:  Paplienen (Kirchspiel Schirwindt), 1938 bis 1945: Moormühle, litauisch Paplyniai, ist ein verlassener Ort im Rajon Krasnosnamensk der russischen Oblast Kaliningrad.
Die Ortsstelle befindet sich vier Kilometer nordnordwestlich von Kutusowo (Schirwindt).

## Geschichte

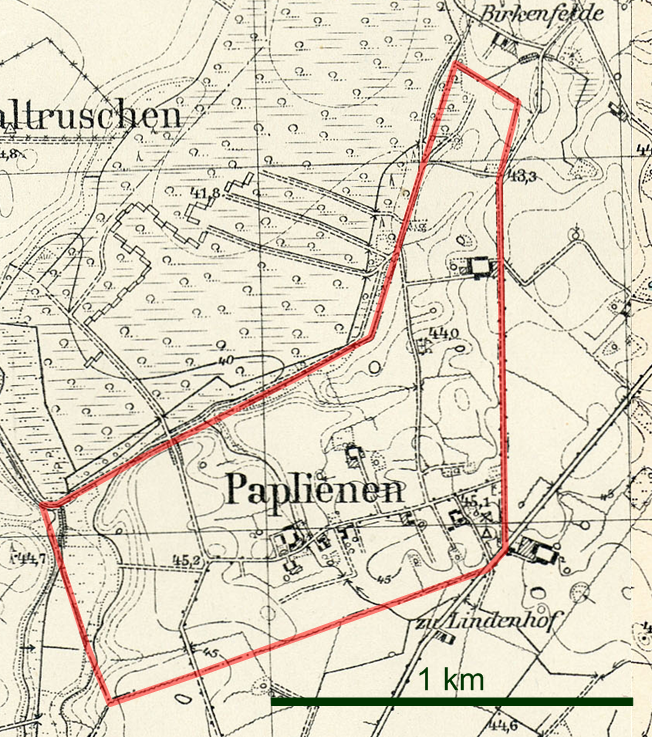
Die Gemeinde Paplienen auf einem Messtischblatt von 1936

Um 1780 war Paplienen, auch Dannelatzken genannt, ein Schatull-kölmisches Dorf. 1874 wurde die Landgemeinde Paplienen in den neu gebildeten Amtsbezirk Schirwindt im Kreis Pillkallen eingegliedert. Zur Unterscheidung eines weiteren Ortes namens Paplienen im Kreis Pillkallen, der zum Kirchspiel Willuhnen gehörte, bekam dieser Ort den Namenszusatz Kirchspiel Schirwindt. Nach dessen Verlust der Selbstständigkeit im Jahr 1928 und der damit verbundenen Umbenennung in Walddorf fiel die Zusatzbezeichnung wieder weg. 1938 wurde Paplienen in Moormühle umbenannt. 1945 kam der Ort in Folge des Zweiten Weltkrieges mit dem nördlichen Ostpreußen zur Sowjetunion. Einen russischen Namen erhielt er nicht mehr.

### Einwohnerentwicklung
| Jahr | Einwohner |
| ---- | --------- |
| 1867 | 91        |
| 1871 | 97        |
| 1885 | 65        |
| 1905 | 60        |
| 1910 | 59        |
| 1933 | 46        |
| 1939 | 52        |

## Kirche
Paplienen/Moormühle gehörte zum evangelischen Kirchspiel Schirwindt.